# Schönfeld (Sassonia)
Schönfeld è un comune di 1.945 abitanti della Sassonia, in Germania.

Appartiene al circondario (Landkreis) di Meißen (targa MEI), ed è capoluogo della comunità amministrativa (Verwaltungsgemeinschaft) omonima.

## Geografia antropica

### Suddivisioni amministrative
Il territorio comunale comprende 5 centri abitati (Ortsteil):
- Böhla b.O.
- Kraußnitz
- Liega
- Linz
- Schönfeld